# Placido Troyli
Placido Troyli (Montalbano Jonico, 22 maggio 1688 – Scafati, aprile 1757) è stato un abate e storico italiano.

## Biografia
Placido Troyli divenne monaco cistercense nell'abbazia di Santa Maria del Sagittario di Chiaromonte, all'età di diciassette anni. Scrisse numerosi libri, tra cui una voluminosa Istoria generale del Regno di Napoli, opera apprezzata e citata da molti autori successivi. Dopo essere divenuto abate del suo ordine, quello cistercense, per motivi politici fu privato della dignità di abate e costretto a chiudersi nel convento di Santa Maria di Realvalle presso Scafati, dove morì nell'aprile 1757.